# سيد ماكليلان
سيد ماكليلان (بالإنجليزية: Sid McClellan)‏ (11 يونيو 1925 في المملكة المتحدة - 16 ديسمبر 2000) هو لاعب كرة قدم بريطاني (وحمل سابقاً جنسية المملكة المتحدة لبريطانيا العظمى وأيرلندا) في مركز مهاجم داخلي. لعب مع توتنهام هوتسبير ونادي بورتسموث ونادي ليتون أورينت.